# French Tech

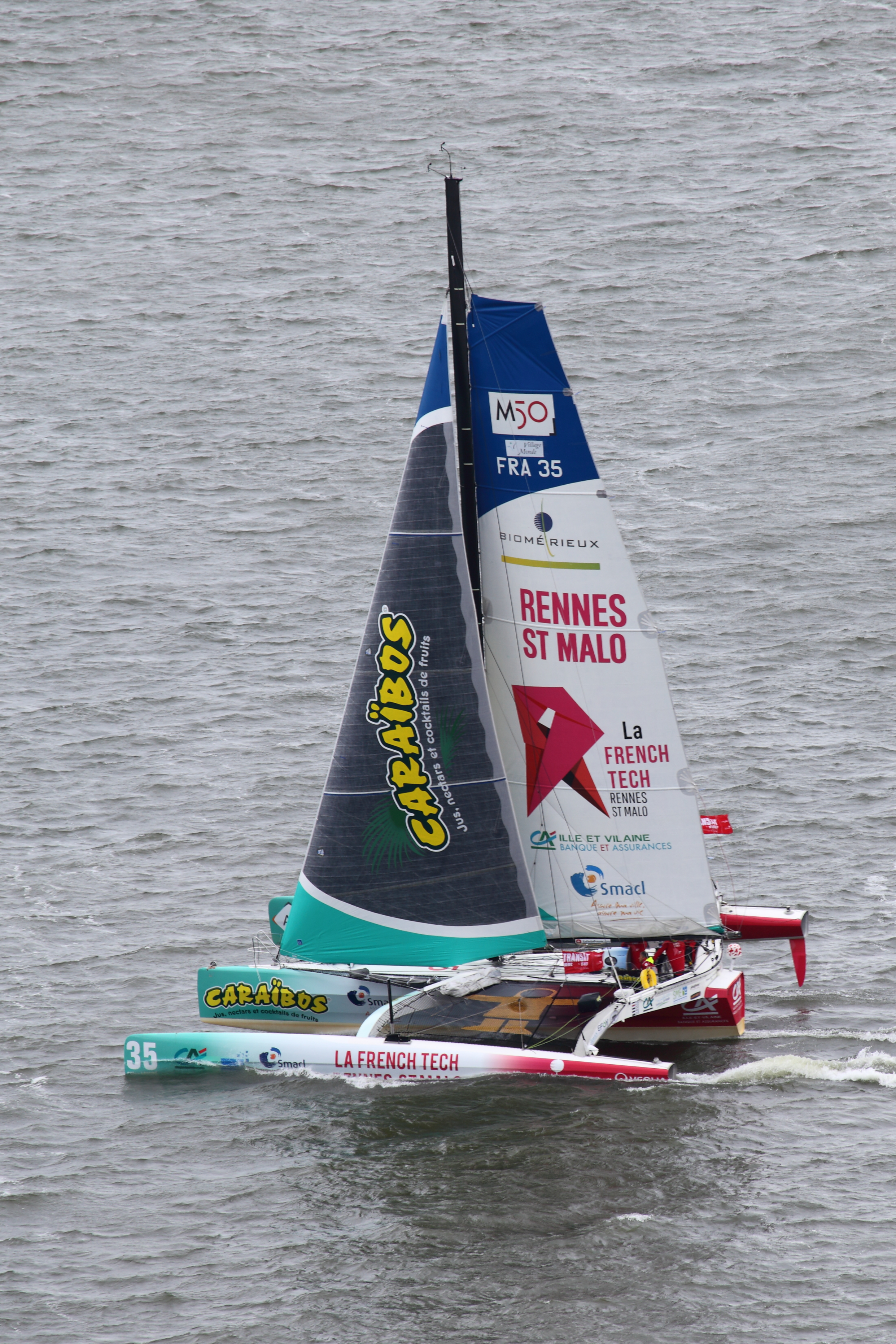
French Tech

French Tech è un accreditamento che viene attribuito ai centri metropolitani francesi riconosciuti per il loro ecosistema di startup, oltre a costituire un marchio comune che può essere utilizzato da aziende innovative francesi.
French Tech mira in particolare a dare una forte identità visiva alle startup francesi, nonché a incoraggiare scambi tra di loro.
Questo riconoscimento è stato creato nel 2013 dal governo francese da un'iniziativa promossa da Fleur Pellerin.